# عراقيون في اليونان
عدد العراقيين في اليونان هو غير واضح لأن الأرقام تتقلب بشكل كبير مع مرور الوقت. اعتبارا من عام 2007اعتبارًا من 2007, قامت اليونان بأستضافة 1400 لاجئ عراقي. من المؤكد بأن اليونان قدمت مليون دولار للعراق لأغراض إنسانية، وقد يكون ذلك بسبب عدم رغبتهم في أستقبال أي لاجئ، حيث ورد بأن العراقيين الذين يحاولون دخول اليونان من تركيا من المرجح أن يتم إعادتهم إلى العراق. أكد مفوض الأمم المتحدة السامي لشؤون اللاجئين أن مجموعة من 135 عراقياً تم أعتقالهم أثناء أستعدادهم للعبور إلى اليونان وقد أُعيدوا إلى العراق. بما أن اليونان لديها أصعب سياسة هجرة في أوروبا، فهي لا تسمح إلا بنسبة أقل من واحد بالمائة.
تدعي المفوضية بأن هناك 820 لاجئًا عراقيًا يعيشون في اليونان. وقد تقدم 1,415 شخص آخر بطلب للجوء.

## التاريخ
في عام 2002، أحتلت اليونان المرتبة التاسعة بين جميع الدول الأعضاء في الأتحاد الأوروبي في عدد العراقيين الذين يتمتعون بوضع اللاجئ، حيث كانت أكبر مجموعة من طالبي اللجوء على مدار السنوات الخمس الماضية من العراقيين. من عام 1997 إلى عام 2001، حصلت اليونان على سادس أعلى مجموع من الطلبات العراقية في دول الأتحاد الأوروبي، وأستمرت من عام 2000 إلى عام 2002، وتضاعفت الطلبات المقدمة من العراقيين، وبلغت ذروتها في 45% من جميع الطلبات في عام 2002 في اليونان. تم وضع الرقم في 2,300 طالب.
في النصف الأول من عام 2003، ظهر أتجاه متطابق تقريباً، حيث كان يمثل العراقيون 43 في المائة من جميع طالبي اللجوء. ومع ذلك، لا تعكس هذه الأرقام السكان العراقيين بالضبط حيث أن هناك ترددًا لدى العديد من العراقيين في تقديم طلبات اللجوء في اليونان، على أمل الأحتفاظ بالحق في طلب اللجوء في أماكن أخرى في أوروبا. ويقال إن عدد العراقيين غير المسجلين لا يقل عن عدد المسجلين، إن لم يكن أكثر، حيث تتراوح التقديرات بين 5000 إلى 40000 فرد.
قدم 1,415 طالب لجوء عراقي طلباتهم في اليونان في عام 2006، ومع أزدياد عدد العراقيين الذين يتوجهون إلى أوروبا، تلقت البلاد بعد ذلك عددًا أكبر من الطلبات في النصف الأول من عام 2007 مقارنة بالعام السابق بأكمله. إن موقع اليونان كدولة حدود للأتحاد الأوروبي مهم للغاية. ومع ذلك، فقد أثيرت شواغل بشأن قدرة اليونان على تحديد من هم في حاجة إلى الحماية بين تدفقات الهجرة المتجهة إلى البلد، وعن نظام اللجوء المتخلف نسبياً فيه. إن معالجة البلد للعراقيين الذين فروا كجزء من أزمة التشرد تعني بالتأكيد أنه ما زال يتعين عمل الكثير لتحسين قدرة اليونان على توفير الحماية للاجئين.
في عام 2006 وحده، أعتقلت وزارة النظام العام اليوناني ما مجموعته 8157 عراقيًا كمشاركين غير شرعيين. أما بالنسبة لطالبي اللجوء العراقيين الذين تمكنوا من إيداع مطالبة رسمية لدى السلطات اليونانية، فقد رأت الغالبية العظمى منهم مطالباتهم مرفوضة في المقام الأول، حيث بلغ معدل القبول في عام 2006 نسبة 0 في المائة. وفقاً للقانون اليوناني، يحق لملتمسي اللجوء المرفوضين الأستئناف، ولكن في خطوة فريدة قررت السلطات اليونانية تجميد أتخاذ القرارات بشأن جميع الطعون المقدمة من العراقيين الذين دخلوا البلاد منذ عام 2003. ولذلك أختار معظم العراقيين الذين يصلون إلى اليونان السفر شمالاً أو غربًا لطلب اللجوء في مكان آخر.

## الديموغرافيا
ويهيمن الذكور على سكان العراق في اليونان بنسبة 68 في المائة، في حين لا تخضع الإناث إلا للمساءلة عن 32 في المائة من السكان. من بين الجالية العراقية، 70 في المائة من الشباب في العشرينات والثلاثينات من العمر، مع وجود نسبة 10 في المائة فقط ممن تجاوزوا سن الخمسين. يشكل الرجال غير المتزوجين أغلبية الوجود العراقي في اليونان. ومع ذلك، هناك عدد كبير من السكان متزوجون بنسبة 65 في المائة، يترك معظمهم وراءهم أطفالهم وأولادهم، بنية إحضارهم بمجرد إكمالهم أي وثائق رسمية. في معظمها تتمزج معظم الزيجات، بالتساوي بين السنة والشيعة والأشوريين والأرمن والأكراد والتركمان.
نسبة صغيرة فقط هي الأرامل والمطلقات.

### التركيبة العرقية والدينية
يختلف سكان العراق في اليونان بشكل كبير، مما يعكس تنوع العراق. ويهيمن الأكراد على سكان العراق، بنسبة 50 في المائة، ثم تليهم المسيحيون، الذين يعتقد بأنهم يبلغون ربعهم تقريباً، أما التركمان فهم وراءهم بنسبة 15 في المائة يليهم عدد متساو من العرب.
بين الأكراد، يشكل المسلمون السنة الأغلبية مع الأقلية الشيعية الفيلية. والتركمان مسلمون السُنّة أيضًا، يتحدثون بلهجة تركية ويشكلون نسبة صغيرة من العراقيين في اليونان.
العرب العراقيون الذين وصلوا إلى اليونان هم مسلمون من الأجزاء الوسطى والجنوبية من العراق، معظمهم من السنة مع أقلية شيعية صغيرة. ويشكل العرب السنة 17 في المائة من مجموع السكان العراقيين، وهو مبلغ يكاد يكون متساوياً إن لم يكن أكثر من نظرائهم التركمان. لدى الآشوريين تمثيل كبير بشكل غير متناسب بين العراقيين في اليونان، قد يكون هذا في المقام الأول لأن اليونان لديها مجتمع مسيحي، حيث سيجد المسيحيون العراقيون بأنه من السهل أن يستقروا فيها. ويشكل المسيحيون العراقيون الأغلبية في اليونان، ويشكلون ربع السكان في اليونان. من المسيحيين من الشرق الأوسط، الذين وصلوا إلى اليونان في أوائل التسعينات.
وجاء معظم المهاجرين الوافدين إلى اليونان من مدينة كركوك في شمال العراق، والتي تبلغ حوالي 45 في المائة، بينما جاءت 30 في المائة من العاصمة بغداد، تليها 20 في المائة من الموصل.

## التعليم
المستوى التعليمي بين العراقيين مرتفع بشكل عام، حيث أنهم متعلمون جيداً ويحمل العديد منهم شهادات جامعية. رغم أن الكثيرين أكملوا بالفعل التعليم العالي، فإن متوسط عمر اللاجئ العراقي وملتمس اللجوء منخفض نسبياً، حيث لم تتح له الغالبية بعد أي فرص للعمل في المهنة التي أختاروها، وبالتالي فإن معرفتهم النظرية لا تزال غير مطورة.

## وصلات خارجية
- غرفة التجارة العربية-اليونانية